# George Starbuck
George Edwin Starbuck (Columbus, 15 de junho de 1931 — Tuscaloosa, Alabama, 15 de agosto de 1996) foi um poeta e crítico litério americano.